# Volo Aero 217
Il volo Aero 217 (AY217) era un volo passeggeri interno da Helsinki a Mariehamn nel territorio autonomo delle Isole Åland, operato dalla compagnia di bandiera finlandese Aero O/Y (dal 1968 ufficialmente conosciuta come Finnair). L'8 novembre 1963 l'aereo che operava il volo si schiantò in condizioni di scarsa visibilità mentre tentava di atterrare con un avvicinamento non di precisione all'aeroporto di Mariehamn nel comune di Jomala. Con la morte di 22 persone su 25 a bordo, l'incidente rimane il secondo peggior incidente aereo della Finlandia.

## Cronologia del volo
Il volo 217, operato con un Douglas DC-3, doveva decollare alle 14:50 GMT e viaggiare lungo la rotta Helsinki-Turku-Mariehamn dall'aeroporto di Helsinki. L'equipaggio era composto dal pilota Pekka Marttinen, dal copilota Pekka Yli-Niemi e dall'assistente di volo Marianne Kullberg. Il volo partì più tardi del previsto, alle 15:09 GMT. Tutto si svolse come previsto fino allo scalo all'aeroporto di Turku. L'aereo decollò da Turku con 21 passeggeri, tre membri dell'equipaggio, una persona in più nel cockpit, 789 chilogrammi di carico e 1.100 litri di carburante. In quel momento il tempo era nebbioso e vicino al limite minimo di pianificazione di Aero O/Y che avrebbe cancellato il volo. A Mariehamn, la visibilità orizzontale era leggermente peggiore e quindi parzialmente al di sotto di questi limiti. Secondo il piano di volo, l'aeroporto di Stoccolma-Arlanda in Svezia doveva fungere da aeroporto di riserva per il volo 217.
Non si riportò nulla di insolito via radio durante il volo da Turku a Mariehamn a quota 2.000 piedi. L'aereo si stava avvicinando al Non-directional beacon (NDB) "MAR" da nord-ovest in modo che fosse allineato per l'avvicinamento finale già a Godby. Sorvolò il faro alle 16:57-16:58 GMT ed era pronto ad atterrare sulla pista. Tuttavia il DC-3 colpì gli alberi 1.480 metri prima della pista e 50 metri prima del segnale di avvicinamento finale ("Locator S"). L'aereo era perfettamente allineato alla pista al momento dell'atterraggio, ma colpì il suolo dopo aver ruotato verso sinistra sul suo asse longitudinale, atterrando capovolto e prendendo immediatamente fuoco.
L'assistente di volo e due passeggeri maschi fuggirono dal relitto in fiamme prima dell'arrivo dei soccorritori. Tutti gli altri erano morti o per l'impatto o per il fuoco. Dopo che l'AY217 non rispose alle chiamate del controllo del traffico aereo, il controllore attivò immediatamente l'allarme per le emergenze gravi. Le operazioni di soccorso furono ostacolate dalla nebbia e dalle cattive condizioni stradali nella zona dell'incidente.

## Attrezzature tecniche dell'aeroporto di Mariehamn
L'aeroporto di Mariehamn utilizzava due trasmettitori radio per contattare gli aerei: i radiofari "MAR" e "Locator S". L'aeroporto non era dotato di un sistema di atterraggio strumentale (ILS) o di un radar; anche se le apparecchiature ILS erano state acquistate per l'aeroporto due anni prima dell'incidente, l'installazione fu rinviata a causa di alcune controversie territoriali locali. Un sistema di illuminazione di avvicinamento a bassa potenza si estendeva da 1.020 metri prima della pista ed era alimentato dalla stessa sorgente del "Locator S", il che potrebbe significare che l'accensione delle luci potrebbe aver ridotto il voltaggio al faro. L'area intorno al faro, che aveva il profilo di ostacolo più alto, non era dotata di luci. La stampa contemporanea arrivò al punto di definire l'attrezzatura di atterraggio dell'aeroporto una "trappola mortale" dopo l'incidente.

## L'indagine

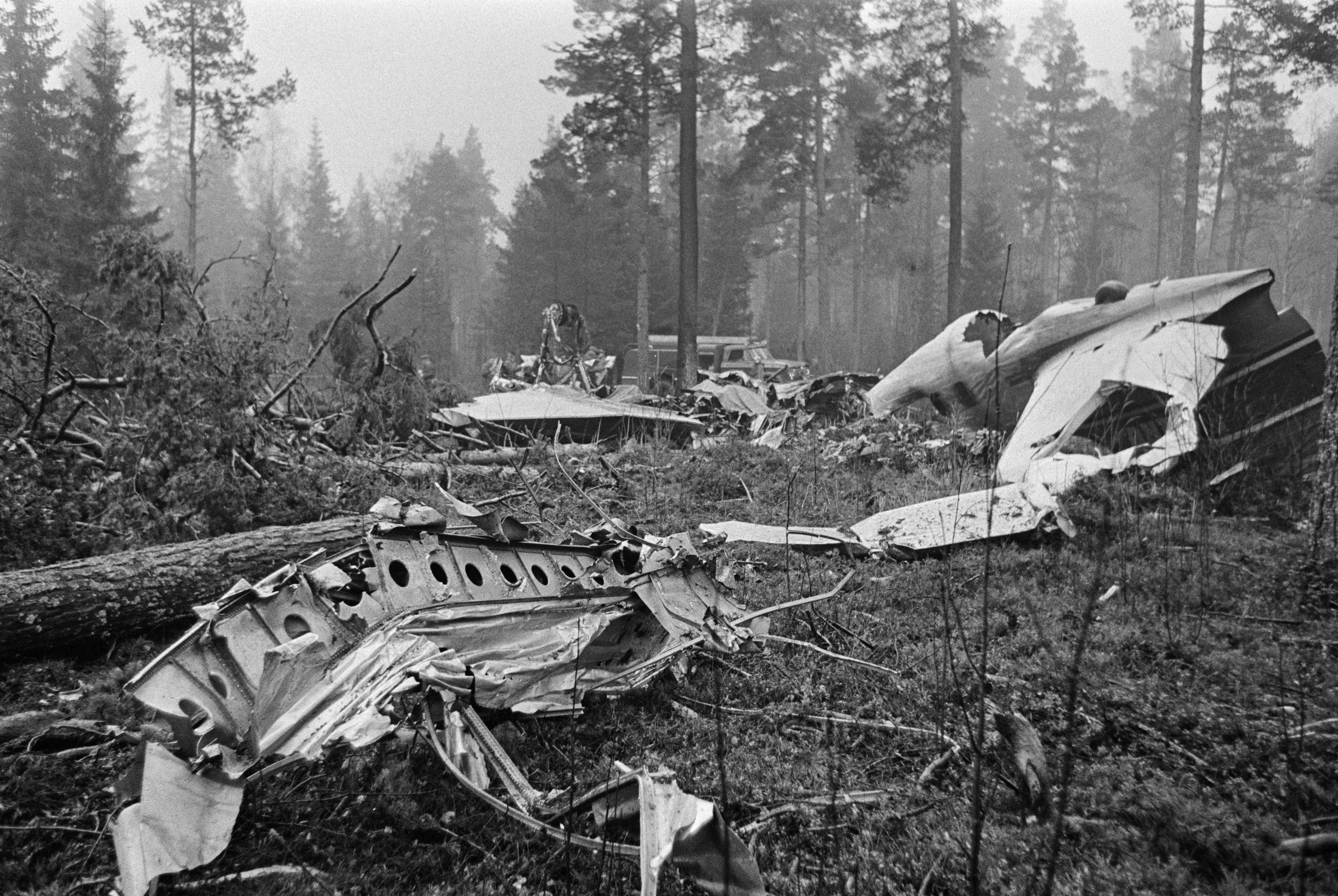
I resti dell'aereo nel bosco vicino all'aeroporto, 1963

L'indagine dopo l'incidente rivelò che uno degli occupanti deceduti, non incluso nella lista dei passeggeri, era presente sull'aereo. Era l'ex pilota dell'Aero O/Y e asso della seconda guerra mondiale Ilmari Joensuu, a cui i piloti avevano permesso di viaggiare nella cabina di pilotaggio. Contrariamente alle speculazioni della stampa a seguito dell'incidente, la sua presenza probabilmente non aveva alcun collegamento con il verificarsi dell'incidente, secondo il rapporto degli investigatori.

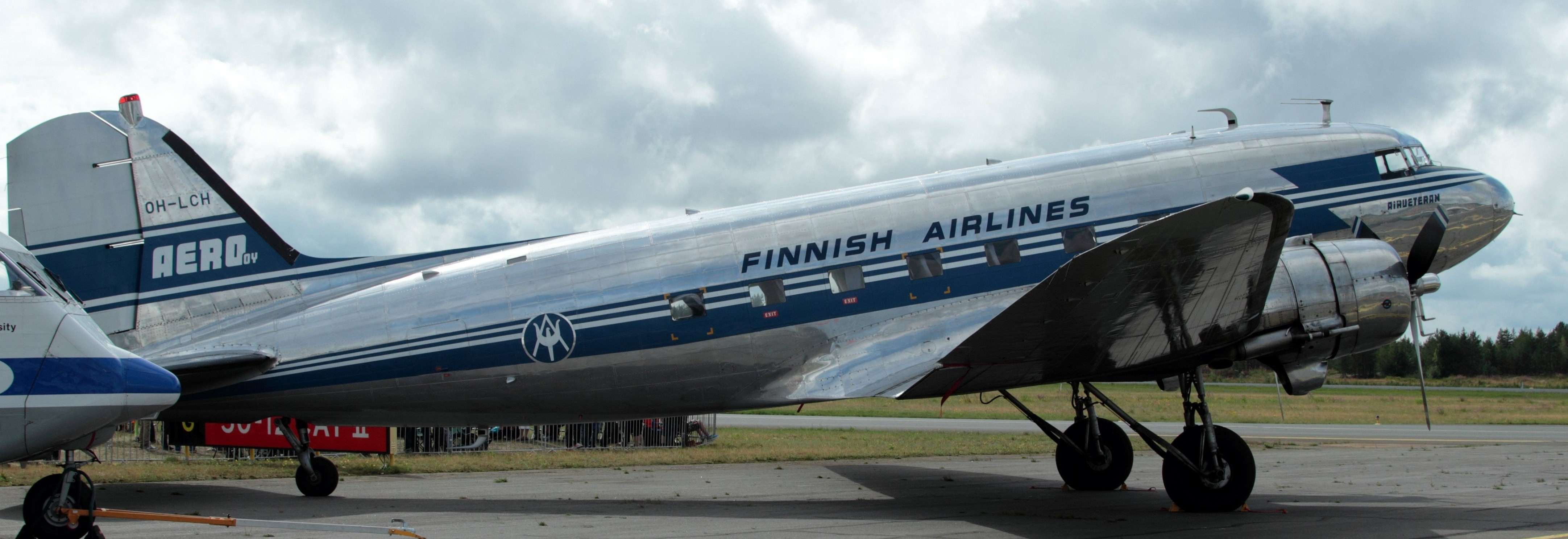
Un DC-3 di Aero O/Y, simile al velivolo precipitato.

L'indagine ufficiale concluse che l'incidente era avvenuto a causa della mancanza di consapevolezza da parte dei piloti, sia dell'altitudine dell'aereo che della sua posizione. L'errata comprensione dell'altitudine potrebbe essere dovuta al fatto che l'altimetro stesse mostrando un'altitudine errata o che i piloti stessero correggendo un errore noto dell'altimetro nel modo opposto. Un altro pilota dell'OH-LCA, il capitano Tamminen, aveva informato gli investigatori che l'altimetro aveva erroneamente mostrato un'altitudine di quindici metri più alta dell'altitudine reale il giorno prima del volo. Se questo errore non fosse stato risolto, il pilota avrebbe potuto correggere l'errore di 50 piedi nella direzione opposta, risultando in un'altitudine di 100 piedi maggiore di quella corretta. Secondo il rapporto di indagine questo fatto ancora non sarebbe stato sufficiente per colpire gli alberi, ma avrebbe potuto indurre a volare ulteriormente più in basso. L'indagine tecnica sull'altimetro stabilì che era anche possibile che si fosse verificato un nuovo malfunzionamento durante il volo.
L'altra possibilità di una posizione errata è stata supportata dalle dichiarazioni di altri piloti dell'Aero O/Y, i quali affermarono che il radiofaro del trasmettitore "Locator S" aveva fornito letture errate alla bussola radio dell'aereo. Questa lettura errata può aver dato l'impressione che l'aereo avesse superato il faro prima di quanto non fosse in realtà. Tuttavia la commissione investigativa dichiarò che era improbabile, poiché il volo 217 volava molto vicino al segnale, il che significava che il segnale doveva essere forte e che la ragione probabile era invece l'idea sbagliata dei piloti dell'altitudine.
La commissione investigativa raccomandò alle compagnie aeree di utilizzare standard meteorologici più rigorosi di quelli prescritti dall'OCL (Obstruction Clearance Limit) dell'Organizzazione internazionale dell'aviazione civile. Oltretutto criticò l'uso dei sistemi di atterraggio esclusivamente NDB e propose di iniziare ad usare subito le apparecchiature ILS e GCA negli aeroporti finlandesi.
I rottami dell'aereo furono lasciati nella foresta nelle vicinanze dell'aeroporto per quasi 55 anni, prima di essere rimossi nel 2018 a causa di problemi ambientali. Sul posto è stata poi posta una targa commemorativa.